# Coptoeme schedli
Coptoeme schedli är en skalbaggsart som beskrevs av Friedrich F. Tippmann 1956. Coptoeme schedli ingår i släktet Coptoeme och familjen långhorningar. Inga underarter finns listade i Catalogue of Life.